# Seule à mon mariage
Pour plus de détails, voir Fiche technique et Distribution.
Seule à mon mariage est un film belge réalisé par Marta Bergman et sorti en 2018.

## Synopsis
Pamela, une jeune Rom, arrive en Belgique pour changer de vie.

## Fiche technique
- Titre : Seule à mon mariage
- Réalisation : Marta Bergman
- Scénario : Marta Bergman et Laurent Brandenbourger
- Collaboration au scénario : Boris Lojkine et Katell Quillévéré
- Musique : Vlaicu Golcea
- Photographie : Jonathan Ricquebourg
- Montage : Frédéric Fichefet
- Production : Jean-Yves Roubin et Cassandre Warnauts
- Société de production : Frakas Productions, HI Film Productions, Avenue B Productions, Zélila Films, RTBF, Proximus, Rouge International et Charbon Studio
- Société de distribution : Destiny Distribution (France)
- Pays :  Belgique
- Genre : Drame
- Durée : 121 minutes
- Dates de sortie : 
  - France : 10 mai 2018 (festival de Cannes), 17 avril 2019
  - Belgique : 6 avril 2019

## Distribution
- Alina Serban : Pamela
- Tom Vermeir : Bruno
- Rebeca Anghel : la petite fille
- Viorica Tudor : Grand-mère
- Marian Samu : Marian

## Distinctions
Le film a remporté le Magritte des meilleurs costumes et a été nommé pour le Magritte du meilleur film et le Magritte du meilleur premier film.